# Mel Harris
Mary Ellen 'Mel' Harris (Bethlehem (Pennsylvania), 12 juli 1956) is een Amerikaanse actrice.

## Biografie
Harris werd geboren in Bethlehem (Pennsylvania) en groeide op in North Brunswick Township waar zij de high school doorliep aan de New Brunswick High School.
Harris was in het verleden vijfmaal getrouwd waaruit zij twee kinderen heeft gekregen, een van deze vijf was Cotter Smith (1988 tot en met 1996). 

## Filmografie

### Films
- 2020 Thirtysomething(else) - als Hope Murdoch Steadman
- 2020 King of Knives - als Kathy
- 2009 Imagine That – als Maggie Johnson
- 2009 The Lodger – als Margaret
- 2006 Arc – als Charlie
- 2005 Purple Heart – als dr. Harrison
- 2005 Out of the Woods – als Beth Fleming
- 2004 Dynamite – als Faye Baxter
- 2003 Hangman's Curse – als Sarah Springfield
- 2002 Another Pretty Face – als Diana Downs
- 2001 The Retrievers – als Karen Lowry
- 2001 Firetrap – als Cordelia Calloway
- 2000 Out of Time – als Annie Epson
- 2000 Sonic Impact – als co-pilote Jennifer Blake
- 1997 Murder, She Wrote: South by Southwest – als Sarah McLeish
- 1996 What Kind of Mother Are You? – als mrs. Laura Hyler
- 1996 A Case for Life – als Liz
- 1995 Sharon's Secret – als Laurel O'Connor
- 1995 The Secretary – als Ellen Bradford
- 1995 The Women of Spring Break – als Claire
- 1994 The Pagemaster – als Claire Tyler
- 1994 Broken Lullaby – als Jordan Kirkland
- 1994 The Spider and the Fly – als Dianna Taylor
- 1994 Ultimate Betrayal – als oudere Susan Rodgers
- 1993 Wind Dancer – als Susan Allen
- 1993 Desperate Journey: The Allison Wilcox Story – als Allison Wilcox
- 1993 Suture – als dr. Renee Descartes
- 1993 Distant Cousins – als Katherine June Sullivan
- 1993 With Hostile Intent – als Kathy Arnold
- 1992 Child of Rage – als Jill Tyler
- 1992 Rising Sun – als Sarah
- 1992 Grass Roots – als Kate Rule
- 1992 The Burden of Proof – als Sonia Klonsky
- 1989 My Brother's Wife – als Eleanor Goldberg-Rusher
- 1989 Cross of Fire – als Madge Oberholtzer
- 1989 K-9 – als Tracy
- 1988 Cameron's Closet – als Nora Haley
- 1987 Harry's Hong Kong – als Fay Salerno
- 1986 Wanted: Dead or Olive – als Terry

### Televisieseries
Uitgezonderd eenmalige gastrollen.
- 2017-2018 Imposters - als Margaret Jonson - 5 afl.
- 2016 Shut Eye - als Nadine Davies - 9 afl.
- 2013-2014 Law & Order: Special Victims Unit - als Eileen Switzer - 2 afl.
- 2007 Saints & Sinners – als Sylvia Capshaw – 61 afl.
- 2005 JAG – als Dora Cresswell – 2 afl.
- 2002-2005 Stargate SG-1 –als Oma Desala – 3 afl.
- 1996-1998 Something So Right – als Carly Davis – 37 afl.
- 1987-1991 Thirtysomething – als Hope Murdoch Steadman – 85 afl.

- Biblioteca Nacional de España: XX1168488
- Bibliothèque nationale de France: cb14026937d (data)
- Gemeinsame Normdatei: 1024218325
- International Standard Name Identifier: 0000 0000 7823 6006
- Library of Congress Control Number: n96095377
- Virtual International Authority File: 44499014
- WorldCat: E39PBJw4Bj6ypbPKhqBWdG89jC